# Szerencsejáték Zrt.
A Szerencsejáték Zrt. 100%-os magyar állami tulajdonban lévő, budapesti központtal működő gazdasági társaság. A vállalat Magyarország egész területén monopóliummal rendelkezik – a kaszinókon és 2023-tól az online sportfogadáson kívül – az összes üzletszerűen folytatott szerencsejátékra: kizárólagos joggal forgalmaz sorsolásos játékokat (Ötöslottó, Hatoslottó, Skandináv lottó, Eurojackpot, Joker, Luxor, Kenó, Puttó), sorsjegyeket és totalizatőri fogadást (Totó, Góltotó), továbbá engedéllyel rendelkezik a bukmékeri típusú sportfogadás (Tippmix), valamint távszerencsejáték (Tippmixpro) szervezésére is. A társaság öt értékesítési régióra osztva, 7721 értékesítési pontján szervezi kereskedelmi feladatait: a Fővárosi, az Észak-Dunántúli, a Miskolci, a Pécsi és a Szegedi Értékesítési Régióban.
A társaság munkavállalóinak száma meghaladja az 1750 főt. A Coface CEE Top 500 rangsor szerint 2021-ben és 2022-ben Magyarország 16. és Közép- és Kelet-Európa 110., illetve 138. legnagyobb forgalmú vállalata.
A Szerencsejáték Zrt. felelős állami vállalatként kiemelt hangsúlyt fektet a fogyatékossággal élők társadalmi integrációjára. Ennek jegyében 2003 óta működteti karitatív hálózatát, amely (2022. januári adat szerint) 67 település, 126 értékesítő helyén 160 elsősorban megváltozott munkaképességű kolléga munkájára számít sorsjegy-értékesítő munkakörben. A hálózatban mozgáskorlátozott, siket, nagyothalló, valamint tartósan egészségkárosodott személyek értékesíthetnek akadálymentes környezetben.

## Története
A szervezett magyar szerencsejáték születésnapja október 19-e. 1947-ben ugyanis ezen a napon indult a Totó játék árusítása – az angol Góltotó mintájára -, azzal a céllal, hogy a magyar csapat kijuthasson az 1948-as londoni olimpiára. Akkoriban ugyanis bevett gyakorlatnak számított, hogy az állami irányítású intézetek Európa legtöbb országában külön sportfogadást szerveztek azért, hogy a befolyó sportfogadási összegekből finanszírozzák az olimpiai játékokra való felkészülést és a részvételi költségeket a II. világháborút követően.
Több mint 70 év távlatában elmondható, hogy igazán jó döntésnek bizonyult a játék bevezetése, hiszen a magyar csapat összesen 28 érmet, ebből 10 aranyat, 5 ezüstöt és 13 bronzérmet szerzett az 1948-as nyári játékokon. Emellett – többek között – ezen az olimpián nyerte első aranyérmét Papp László ökölvívó.
A Totó játék lényege, hogy a fogadási ajánlatban szereplő 13+1 labdarúgó-mérkőzés kimenetelét kell megtippelni. A játékos akkor nyer, ha a fogadási ajánlatban feltüntetett első 13 mérkőzés lehetséges kimeneteleiből, tipposzloponként legalább 10-et eltalál. 13+1 találatot akkor érhet el, ha mind a 13 főmérkőzés, és a 14-ik, vagyis a +1 mérkőzés eredményét is helyesen megtippeli. A játék legnagyobb, 13+1-es főnyereményét 2013-ban nyerte meg egy játékos, amely 57 145 865 forintot ért.
A játék szervezése 1950-ig a Posta Takarékpénztár kereteiben zajlott, majd átkerült az Országos Takarékpénztárhoz, ahol a szervező és lebonyolító a Sportfogadási és Lottó Igazgatóság lett.
10 évvel a Totó játék bevezetését követően 1957. január 17-én megszületett a modern magyar lottó is, hiszen a pénzügyminiszter 4/1957. számú rendeletében megbízta az Országos Takarékpénztárt a magyar lottó, azaz az Ötöslottó szervezésével. A játék első sorsolását 1957. március 7-én tartották. A magyarországi szerencsejáték-történet vitathatatlanul legsikeresebb játéka valószínűsíthetően az 1956-os forradalom leverését követően, némiképp kedélyjavító intézkedésként, a társadalmi igények kielégítése érdekében került bevezetésre. A több évtizede töretlen népszerűségnek örvendő játék során 90-ből kell 5 számot kiválasztani. A cél az, hogy a játékos minél többet eltaláljon a hetente sorsolt öt nyerőszám közül. Ez akkor jár pénznyereménnyel, ha legalább két találat van egy mezőn. A főnyereményt az öt találat jelenti.
A szerencsejáték szervezésben újabb változást az 1991-es év hozott. Az Országos Takarékpénztár Sportfogadási és Lottó Igazgatóságának tevékenységi köre önállósult, és 1991. január elsejével létrejött a Szerencsejáték Rt., mint nemzeti lottótársaság. A vállalat cégformája 2005. szeptember 22-ét követően zártkörűen működő részvénytársaság (Zrt.) lett.

### Vezetői
- 2002–2010. június 24.: Székely Gábor
- 2010. június 25. – 2015. június 30.: Szentpétery Kálmán[5][6][7]
- 2015. július 1. – 2018. december 17.: Braun Márton[8]
- 2018. december 18. – 2021. szeptember 30.: Czepek Gábor[9]
- 2021. október 1. – 2022. június 14.: – Bozóky Alex[10][11]
- 2022. június 15. – 2025. március 4.: Mager Andrea vezérigazgató, 2022. augusztus 1-től elnök-vezérigazgató[12]
- 2025. március 5. –: Guller Zoltán[13]

## Tulajdonosi jogok
A Szerencsejáték Zrt. kizárólagos állami tulajdonú gazdasági társaság. A Magyar Államot megillető tulajdonosi jogok és kötelezettségek összességét 2025. március 5. napjától a Nemzetgazdasági Minisztérium gyakorolja.
Hazai szabályozás
A hazai szerencsejáték-piaci szabályozását a szerencsejáték törvény (1991. évi XXXIV. törvény) és végrehajtási rendeletei biztosítják.
Európai szabályozás
Az ágazatra vonatkozóan nincs az Európai Unió szintjén kidolgozott átfogó szabályozás, a jogalkotás alapvetően tagállami hatáskör. Az Európai Bizottság ajánlásaival ösztönzi a tagállamokat arra, hogy az online szerencsejátékra, illetve az ahhoz kapcsolódó szolgáltatásokra vonatkozó intézkedések elfogadásával magas szintű védelmet biztosítsanak a fogyasztóknak, a sérülékeny játékosoknak és a kiskorúaknak.

## Szolgáltatási kör, termékek

### Számsorsjátékok
Ötöslottó
Az Ötöslottó első sorsolását 1957. március 7-én tartották. A játék során 90 számból kell öt számot kiválasztani. A cél az, hogy a játékos minél többet eltaláljon a hetente sorsolt öt nyerőszám közül. Ez akkor jár pénznyereménnyel, ha legalább két találat van egy mezőn. A főnyereményt az öt találat jelenti.
A játék kézi és gépi formában is játszható, illetve kérhető gyorstipp is. A szelvény feladható egy, illetve öt hétre egyaránt. Egyhetes játéktípus esetén csak a soron következő sorsolásra, öthetes játék esetén a következő öt sorsolásra lesz érvényes a játék.
Az Ötöslottó történetének legnagyobb nyereményei:
1. 2024.: 6 613 905 020 forint
2. 2024.: 6 523 768 955 forint
3. 2020.: 6 431 516 010 forint
4. 2003.: 5 092 890 758 forint
5. 2015.: 5 049 127 895 forint

Hatoslottó
A játék első sorsolását 1988. október 29-én tartották. A Hatoslottó struktúrájában az akkor már sikeres osztrák 6+1 sorsolásos metódust és az 5+1-es nyereményosztályt vette át a Szerencsejáték Zrt. 
A Hatoslottó játékban 45 számból kell hatot kiválasztani. A cél az, hogy a játékos minél többet eltaláljon a hetente sorsolt hat nyerőszám közül. Ez akkor jár pénznyereménnyel, ha legalább három találat van egy mezőn. A főnyereményt a hat találat jelenti.
A játék kézi és gépi formában is játszható, illetve kérhető gyorstipp is. A szelvény feladható egy, illetve öt hétre egyaránt. Egyhetes játéktípus esetén csak a soron következő sorsolásra, öthetes játék esetén a következő öt sorsolásra lesz érvényes a játék.
A Hatoslottó történetének legnagyobb nyereményei:
1. 2021.: 3 165 377 480 forint
2. 2008.: 2 958 307 350 forint
3. 2024.: 1 944 759 035 forint
4. 2024.: 1 930 310 600 forint
5. 2023.: 1 883 128 190 forint

A Hatoslottó legmagasabb jackpotjaihoz kapcsolódó további érdekesség:
2019. december 15-én megtartott sorsolását megelőzően a várható főnyeremény meghaladta a 2,1 milliárd forintot, ezzel pedig a Hatoslottó történetének második legnagyobb nyereménye volt a tét. Ezen a számhúzáson azonban két szerencsés játékos is osztozott a főnyereményen, így fejenként 1 051 934 000 forinttal gazdagodtak.
Skandináv lottó
A játék első sorsolására 1999. október 4-én került sor. A Skandináv lottó játékban 35 számból kell hetet kiválasztani. A számok hetente egy kézi és egy gépi sorsoláson vesznek részt, mindkét sorsoláson 7-7 számot húznak ki. Ez akkor jár pénznyereménnyel, ha az egyik vagy akár mindkét sorsoláson a játékos legalább 4 találatot jegyez. A főnyereményt a hét találat jelenti.
A játék kézi és gépi formában is játszható, illetve kérhető gyorstipp is. A szelvény feladható egy, illetve öt hétre egyaránt. Egyhetes játéktípus esetén csak a soron következő sorsolásra, öthetes játék esetén a következő öt sorsolásra lesz érvényes a játék.
A Skandináv lottó történetének legnagyobb nyereményét 2024. 52. játékhetében vitték el. Ez az összeg 795 691 425 forint volt.
Eurojackpot
A legfiatalabb magyarországi lottójáték az Eurojackpot, amely 2014. október 10-én indult. A játékban az „A” mezőn 50 számból ötöt, a „B” mezőn pedig tizenkét számból kettőt kell megjelölni. A játékos akkor nyer a heti kétszer(kedden és pénteken) megrendezett sorsoláson, ha az „A” és „B” mezőben elért találatainak száma legalább három.
A játék sorsolását Finnországban, Helsinkiben tartják, magyar idő (CET) szerint 20 óra és 21 óra között.
2017. 6. játékhetében született az első telitalálatos magyar szelvény, mely közel nettó 6 milliárd forintot jelentett a szerencsés játékosnak. 2019. november 22-i sorsoláson ismét magyar játékos örülhetett, hiszen minden idők legnagyobb hazai lottónyereményével, bruttó 30 millió euróval, azaz több mint bruttó 10 milliárd forinttal gazdagodott. Ezt követően a 2021. január 29-i sorsoláson a harmadik alkalommal is magyar játékos örülhetett, hiszen bruttó 11,126 millió eurót, azaz közel bruttó 4 milliárd forintot nyert. A 2022. december 9-i sorsoláson új magyar csúcsot állíthatott fel a negyedik játékos, aki közel 76 millió eurót, azaz több mint 30 milliárd forintot nyert. Ráadásul ugyanezen a sorsoláson, két másik magyar játékosnak(egy finn játékos mellett) volt 5+1 találata, ők közel 746 ezer eurót, vagyis több mint 300 millió forintot nyertek.
Joker
A Joker az Ötöslottó, Hatoslottó, Skandináv lottó, Eurojackpot, Luxor és Kenó kiegészítő játéka, amelynek első sorsolását 1993. november 6-án tartották.
A játék célja, hogy sorrendben jobbról balra haladva a játékos eltaláljon 2,3,4,5 vagy 6 számot a kisorsolt 6 nyerőszám közül. A Szerencsejáték Zrt. rendszere automatikusan kínál Joker számot, de a résztvevőnek lehetősége van egyedi számokat is megadni.
2025. 5. játékhetében született a játék történetének legnagyobb nyereménye, amit 3 játékos vitt el, 150 628 150 forint.
Luxor
A Luxor egy bingó típusú játék, vagyis addig tart a sorsolás, amíg a beérkezett játékok valamelyikén nem születik telitalálat.
A játékosnak az öt oszlopba rendezett 75 számból oszloponként 4-et, összesen tehát 20-at kell megjelölnie, de kérhet gépi játékot is. E számokat a terminál 5x5-ös négyzetbe rendezi, s minden oszlopba tesz egy bónusz jelet (lóhere, korábban szkarabeusz) is. A képben mindig 6, a keretben pedig mindig 14 szám szerepel.
A játékban többféleképpen lehet nyerni:
- "Kép" találattal ha a középső 3x3-as négyzetben található 6 szám mindegyikét kisorsolták.
- "Keret" találattal: ha a külső keret mind a 14 számát kisorolták.
- Telitalálattal, ha a megjátszott összes számot kisorsolták, vagyis "kép" és "keret" találat van egyszerre. Ezt hívják Luxornak.

A játék történetének legnagyobb nyereménye 95 293 966 forint 2003. 11. játékhetében született.
Kenó
A Kenó első sorsolására 1996. március 18-án került sor. A játék különlegessége, hogy napi sorsolási metódusban zajlik, ahol 80 számból legfeljebb 10 számot lehet megjelölni. A cél az, hogy a játékos minél többet eltaláljon a 20 nyerőszám közül.
A tízes, kilences, nyolcas játéktípusban (tehát ha legalább nyolc számot játszott meg a játékos) legalább öt, a hetesben és a hatosban legalább négy, az ötösben és a négyesben legalább három, a hármasban és a kettesben legalább kettő, és az egyesben egy találat jogosít nyereményre. Az 5-östől a 10-es játéktípusig akkor is van nyeremény, ha egy szám sem egyezik.
A Kenó játék esetében 2024-es év 22. játékhete hozta el a legnagyobb nyereményt, ahol egy játékos 1750 forintos tétjének másfélmilliószorosát, azaz 2,625 milliárd forintot nyert.
Puttó
A Puttó legelső sorsolása 2005. november 25-én zajlott le. A játék egyediségét az ötpercenkénti sorsolás adja (hétfőtől – szombatig 7:05-től 22 óráig, vasárnap 8:05-tól 20:30 óráig). A Puttó számtábláin két mező található: az „A” mezőn 20 számból nyolcat, a „B” mezőn pedig négy számból egyet kell megjelölni. A játékos akkor nyer, ha a kilenc megjátszott szám közül legalább öt megegyezik a megfelelő mezőben sorsolt nyerőszámokkal.
A Puttó legnagyobb, 26 milliós nyereményét 2023. 47. játékhetében, a hétfői napon vitték el.

### Sorsjegyek
A Szerencsejáték Zrt. 1992 januárja óta forgalmaz sorsjegyeket. Az első forgalomba kerülő játék a Gyors Lutri nevet kapta. A 20 forintos áron megvásárolható kaparós sorsjegy főnyereménye egymillió forint volt. Az évek során a társaság összesen 154 darab, különböző típusú sorsjegyet helyezett forgalomba. Jelenleg a 300, az 500, az 1000 és a 2000 forintos árszegmensben összesen közel 20 sorsjegy kapható a nemzeti lottótársaság kínálatában. Mindemellett a társaság 2017 óta a limitált kiadású Nagykarácsony sorsjegy kibocsátásával járul hozzá befogadó játszóterek tervezéséhez és létrehozásához.

### E-sorsjegyek
A nemzeti lottótársaság 2020. október 27-étől elérhetővé tette legújabb e-sorsjegy termékét. A nap 24 órájában, bármilyen digitális eszközről elérhető 20-féle e-sorsjegy új játékélményt biztosít a játékosoknak az általa nyújtott kényelem, gyorsaság, valamint a játékhoz fejlesztett különleges, virtuális kaparóeszközök révén. A koronavírus-járvány okozta kihívásokra az állami szerencsejáték-szervező több új termék felgyorsított bevezetésével válaszolt, amelynek az e-sport fogadást követően az e-sorsjegy a második lépése. A kínálatban a jelenleg forgalomban lévő papíralapú sorsjegyek mellett olyan, a korábbi években népszerű kaparós játékok digitális változatai is megtalálhatók, amelyek kereskedelmi forgalomban jelenleg már nem elérhetők. A bevezetés első fázisában 9 – Black Jack, a Fáraók Kincse, a Bronz, a Pénzlift, a Sok szeretettel, a Szerencsemalac, a Labirintus, a Nyerőkártya és a Tengeri kincsek –, a bevezetés második fázisában (2021) újabb 11 – Szuper Black Jack, Kis Ajándék, Nagy Ajándék, Óriás Ajándék, Szerencse vagy mázli, Szuper Bankó, Aranybánya, Astro, Buksza, Kaszinó, Pénzes bőrönd – közkedvelt sorsjegy online változatából választhatnak a játékosok, melyekkel többféle platformon, így asztali számítógépen, laptopon, tableten és akár okostelefonon is játszhatnak. Az e-sorsjegyeket vásárló játékosok a megszokott játékélményen felül többféle digitális kaparóeszköz közül is választhatnak (pl. pénzérme, kulcs, macskamancs), ráadásul mindegyik lehetőség egyedi hangeffektet is kapott.  
A társaság az online és digitális szolgáltatások terén további fejlesztéseket hajtott végre, ideértve a 2021-ben bevezetett Játékoskártyát, amely a játékosok azonosítását és a felelős játékszervezés támogatását szolgálja. A kártya használatával a játékosok önkorlátozási beállításokat is aktiválhatnak, például maximális költési limitet, játéktípus-korlátozást vagy ideiglenes játékfelfüggesztést is beállíthatnak maguknak.

### Totalizatőri fogadás
Totó
A Totó játék szervezését 1991. január elsejétől végzi a Szerencsejáték Zrt., korábban ezt a feladatot az Országos Takarékpénztár egyik szervezeti egysége látta el. A játék első fordulójára 1947. október 19-én került sor.
A játék lényege, hogy a fogadási ajánlatban szereplő 13+1 labdarúgó-mérkőzés kimenetelét kell megtippelni. A játékos akkor nyer, ha a fogadási ajánlatban feltüntetett első 13 mérkőzés lehetséges kimeneteleiből, tipposzloponként legalább 10-et eltalál. 13+1 találatot akkor érhet el, ha mind a 13 főmérkőzés, és a 14., vagyis a +1 mérkőzés eredményét is helyesen megtippeli.
A játék legnagyobb, 13+1-es főnyereményét 2013. 8. játékhét 1. fordulójában nyerte meg az egyik játékos, amely 57 145 865 forintot ért.
Góltotó
A játék jelenlegi formájában 1999. október 4-től elérhető a Szerencsejáték Zrt. kínálatában. Lényege, hogy a játékosnak a fogadási fordulónként közzétett fogadási ajánlatban szereplő 13+1 labdarúgó-mérkőzés közül 6 mérkőzés pontos végeredményét (gólok száma csapatonként) kell megtippelnie. A játékos akkor nyer, ha a megtippelt 6 mérkőzés végeredménye közül legalább négyet pontosan eltalál.
A játék történetének legnagyobb nyereményét (32 973 270 forint) 2014. 35. játékhét 1. fordulójában vitték el.

### Bukmékeri típusú sportfogadás
Tippmix
1997. november 24-én heti 120 fogadási eseményt kínálva elindult a Tippmix.
2000. március 13-tól már heti két fogadási ajánlatot kínált a játék. Az első fogadási ajánlat általában a hétfő, kedd, szerda napokra vonatkozott. A második fogadási ajánlat a csütörtöki, pénteki, szombati és vasárnapi sporteseményekre épült. Így összesen 240-re bővült a fogadási események száma.
A Szerencsejáték Zrt. 2006 júniusától az interneten is elérhetővé tette a Tippmixet.
A fogadási ajánlat később már heti kétszer 255 sorosra növekedett, majd nagy mérföldkőt jelentve 2015 augusztusában a Tippmix jelentősen megváltozik: kibővült kínálata már több ezer fogadási lehetőséget kínál, valamint elérhetővé válik az élő fogadás is.
2016-tól elérhető, és jelenleg már közel 50 százalékos részaránnyal bír az online szelvényösszeállító eszköz (SST) a teljes feladott szelvényszámból.
2018 óta elérhető a Tippmix TV szolgáltatás a Szerencsejáték Zrt. értékesítőhelyein exkluzív stream közvetítésekkel, M4 Sport TV-közvetítésekkel és élő animációk megjelenítésével.
A 2019-es év során 5 új sportágra, és 60, korábban a Tippmix kínálatában még nem szereplő bajnokságra is lehet már fogadást kötni, de az egyes mérkőzésekhez kapcsolódó lehetőségek is tovább bővültek: a top bajnokságoknál például 100-nál is több fogadási sorból választhatnak a játékosok. Az elmúlt években állandósultak a kínálatban többek között az ázsiai piactípusok (ázsiai hendikep, illetve ázsiai gólszám), továbbá a szöglet, illetve büntetőlap piactípusok is.
Napi Mázli
2024. március 4-én, új számsorsjátékkal jelentkezett a Szerencsejáték Zrt. A Napi Mázlival a lottótársaság elsősorban azoknak a játékosoknak kedvez, akik előszeretettel játszanak kedvenc dátumaik számaival, és szívesen tennék próbára szerencséjüket egy gyorsabb, napi és dupla sorsolású játékkal. Az új játékban egy dátum, azaz egy év, és hónap, nap, valamint egy szimbólum kiválasztásával lehet játszani. A Napi Mázli bukmékeri típusú játék, azaz a nyereményt az egyes nyerőosztályokban a fix nyereményszorzók határozzák meg. A nyeremény összege attól függ, hány találata van a játékosnak és hányszoros téttel vásárolta meg. A Napi Mázli a lottójátékoknál megszokott alapjáték-árat kínálja: egy mező kitöltéséért 400 forintot kell fizetniük a játékosoknak, a maximálisan elérhető nyeremény pedig 100 millió forint.

### Távszerencsejáték
Tippmixpro
A tippmixpro.hu Magyarország egyetlen legális online sportfogadási portálja, amely 2013. május 21-én indult. Az oldalon több ezer esemény közül válogathatnak a játékosok és egyidejűleg fogadhatnak a különböző sportágakra, bajnokságokra. Emellett egyes mérkőzésekhez élő fogadás is működik.
A pénzügyi tranzakciók (ki- és befizetések) forintban történnek, a fogadókat pedig nem terheli semmilyen árfolyamváltozásból eredő kockázat és költség.
E-sport fogadás
A nemzeti lottótársaság 2020 augusztusától új, innovatív termékkel, az e-sport fogadással bővítette sportfogadási piacait, így a legnépszerűbb nemzetközi játéktípusok is elérhetőek a vállalat kínálatában. Ilyen például a többjátékos online csatateres játékok (MOBA) közül a League of Legends (LOL), a Dota 2, az Arena of Valor és a King of Glory (utóbbi kettő mobiljáték), a belső nézetű lövöldözős játékokból a Counter Strike: Global Offensive (CS:GO), a Rainbow Six Siege, Call of Duty és az Overwatch, a valós idejű stratégiai játékokból pedig a Starcraft. Bevezetésre került az e-sport kártyajátékok közül a Hearthstone, amely szintén a kínálat részét képezi, valamint az egyik kategóriába sem sorolható Rocket League. Ezen kívül fogadható a szimulátor típusú e-sportok közül a FIFA20, az NBA2K és az NHL2K is. Az e-sport mérkőzések döntő többségéhez pedig live stream is biztosított a Tippmixpro oldalán. A fogadási mechanizmus szempontjából az e-sportok megegyeznek a jelenlegi Tippmix és Tippmixpro sportmérkőzésekével, így biztosított a hagyományos és az e-sportok kombinációs fogadása. A www.tippmixpro.hu és a www.tippmix.hu oldalakon egyaránt a hagyományos sportágak között, külön menüpont alatt jelennek meg az e-sportok, míg a szimulátor típusú játékok az adott sportág alatt találhatók.

#### V-sport fogadás[42]
A V-sport néven bevezetett virtuális fogadás online és a földi hálózatban is játszható. A V-sport kínálatában online labdarúgásra, kosárlabdára és teniszre történő fogadás érhető el a tippmixpro.hu felületen, a földi hálózatban pedig egyszerre mindig csak egy bajnokság fogadható. A játék sok tekintetben hasonlít a hagyományos sportfogadásra, hiszen virtuális sportesemények kimenetelére lehet fogadni, lényeges különbség viszont, hogy ezek a mérkőzések nem a valóságban zajlanak, hanem kizárólag a virtuális térben. Az eredményük így a hús-vér játékosok és csapatok helyett egy véletlenszám-generátor kezében van, a különböző csapatok és játékosok esélyeit azonban egy előre meghatározott erősorrend alapján eltérő szorzókkal állítja be az automatizált program. Mindezen különbségek ellenére a fogadás izgalma és a nyerés lehetősége ugyanolyan valós, mint a hagyományos sporteseményeknél.

### Egyéb játékok
Edzők Ligája
Az Edzők Ligája ingyenes, napi fantáziajáték, amely a 2018-as oroszországi labdarúgó-világbajnokság egyik újdonságaként került bevezetésre. A játék során bárki kipróbálhatja magát világklasszis edzőként egy virtuális dimenzióban. A játékban ugyanis online játékosként bárki összeállíthat egy saját fantáziacsapatot valódi futball csapatok sportolóiból.
Az online játékosok a kiválasztott sportolók valós teljesítménye alapján gyűjtenek fantáziapontokat, ami alapján egymással versenyeznek, és az elért pontokért különböző díjakban részesülnek.
Kincsem+ TUTI
A Kincsem+ TUTI fogadás 24 országban elérhető, az év szinte minden napján. Legnagyobb előnye, hogy nem igényel előzetes tudást, lóversenysport ismeretet. A napi futamon 13-20 ló közül kell eltalálni az első 5 befutót.
Az adott napi futamra a játékosok egészen a futam kezdetéig fogadhatnak, az eredmény kihirdetését követően pedig már a másnapi futamra köthető előfogadás. A Kincsem+ TUTI gépi játékot a Szerencsejáték Zrt. terminállal rendelkező értékesítőhelyein, a Magyar Lóversenyfogadást-szervező (MLFSZ) Kft. fogadópontjain, valamint regisztrációt követően az MLFSZ bet.lovi.hu internetes fogadási oldalán lehet játszani.
A Kincsem+ TUTI lóversenyfogadást a Magyar Lóversenyfogadás-szervező Kft. szervezi, a játék értékesítését a Szerencsejáték Zrt., mint értékesítési partner végzi.
Kincsem+
2020. október 15-től elkezdődött a Kincsem+ fogadás segédszelvényes értékesítése a Szerencsejáték Zrt. értékesítőhelyein. A szakértő fogadók egy szelvényen akár már saját maguk választhatják ki a megfogadni kívánt lovakat, míg a Kincsem+ TUTI gépi játék továbbra is a leggyakrabban megfogadottak közül jelöl ki 5 lovat a lóversenysportban kevésbé jártas, de a játék izgalmára vágyó fogadóknak.

## Fogadási lehetőségek
Lottózók, értékesítési pontok
A Szerencsejáték Zrt. az egyik legnagyobb értékesítési hálózattal rendelkezik Magyarországon. A társaság teljes játékkínálata közel 7400 értékesítési ponton érhető el, ebből mintegy 280 a Szerencsejáték Zrt. saját szaküzlete (lottózó), a többi magánüzemeltetésben működő lottózó, postahivatal és más profilú, de szerencsejátékokat is értékesítő partner (Magyar Posta, Lapker, MOL). 126 ponton a társaság által foglalkoztatott, megváltozott munkaképességű értékesítők végzik a kaparós sorsjegyek értékesítését.
Az értékesítési pontokban készpénzes, illetve bankkártyás fizetésre egyaránt van lehetőség. Felelős játékszervezőként a Szerencsejáték Zrt. nem teszi lehetővé, hogy játékait hitelből fizessék a játékosok, így a lottózókban használatos POS terminálok kizárólag debit (betéti) kártyák elfogadására alkalmasak, hitelkártyára nem. Az összes értékesítő egység közel 20 százalékában (több mint 850 helyen) működik POS terminál.
Okoslottó
2013. április 25-én elindult a Szerencsejáték Zrt. Okoslottó mobilalkalmazása. Az Ötöslottó, Hatoslottó, Skandináv lottó, Eurojackpot, Joker, Kenó és Puttó játékok tippjeit lehet áttekinthetően megszerkeszteni és SMS-ben beküldeni. Az Okoslottó az SMS-LOTTÓt egyszerűsíti. Segít a játékszelvény kitöltésében és a fogadási SMS összeállításában. Az elküldött SMS-ek megerősítése után az érvényes fogadásokról visszaigazoló SMS-t küldd a Szerencsejáték Zrt. A játékok díját a felhasználó fizetheti mobilegyenlegéből, vagy ha már rendelkezik érvényes regisztrációval a bet.szerencsejatek.hu oldalon, akkor belső egyenlegéből is.
SMS-LOTTÓ
Az SMS-LOTTÓ szolgáltatást a Telekom, Yettel, Vodafone ügyfelei közül bárki igénybe veheti, aki jogosult mobil vásárlásra. Az SMS-LOTTÓ fogadásokat és egyéb utasításokat SMS üzenetként lehet elküldeni az 1756-os normál díjas telefonszámra.
Internetes fogadás
A Szerencsejáték Zrt. valamennyi játékánál, a hagyományos papíralapú lottószelvényhez hasonlóan, online is van lehetősége játékot játszani. Az online fogadást a kiválasztott játék menüpontja alól kezdeményezheti a játékos.
Tippmix Radar
A nemzeti lottótársaság Tippmix, illetve V-sport szelvényösszeállító és -követő alkalmazása. A 2024. július 3-án megújult Tippmix Radar kiegészült az e-sport és a v-sport fogadás kínálatával, azaz a teljes paletta elérhető.
ATM-es fogadás

### Volt fogadási lehetőségek
Az ATM-es játékmódban az vehetett részt, aki rendelkezett az OTP Bankomat rendszere által, a POS tranzakciók során elfogadott (de nemcsak az OTP Bank által kibocsátott) bankkártyával és mobiltelefonnal, valamint nyilatkozott a játék részvételi feltételeinek elfogadásáról. A regisztráció az ATM terminálon keresztül az első fogadáskötés előtt történt a mobiltelefonszám megadásával. A játékos a fogadáskötést a PIN kód megadása után a "LOTTÓ" menüponton keresztül a játék kiválasztásával tudta kezdeményezni. Az ATM-es játékmódban az elérhető játékok között megtalálhattuk az Ötöslottót, a Hatoslottót, a Skandináv lottót, a Kenót és a Jokert. 2023. március 22-étől viszont ez a fogadási lehetőség szünetel.

## Kampányok
A Szerencsejáték Zrt. kampányai a heti várható főnyeremények kommunikációjától, a sorsolásos akciók 1-2 hetes ATL aktivitásain át egészen a több hétig tartó, komplex, integrált kampányokig terjed ki. Az elmúlt években olyan nagyszabású termékkampányokat bonyolított le a társaság, mint a Hatoslottó 30. születésnapja, a Tippmix és Tippmixpro népszerűsítése, az Ötöslottó arculati megújulása, valamint a Skandináv lottó 20. évfordulója alkalmából szervezett Szuperkoncert. Utóbbi eseményt és a játék kerek születésnapját, valamint az ehhez kapcsolódó promóciót nagyszabású marketing és kommunikációs országos kampány kísérte, ATL és BTL felületeken, közösségi médiában, belső kommunikációban – 360 fokos aktivitással. A Szerencsejáték Zrt. közösségi média felületein az eseményt követően 99%-ban pozitív visszajelzések érkeztek a többezer kommentben, amelyek a koncertek színvonalát, a technikai megvalósítást, a biztonságot és a szervezést emelték ki.
A járványügyi helyzetre való tekintettel a Szerencsejáték Zrt. a 2020-as év első felében országos tájékoztató kampányt indított a számsorsjátékok digitális formáinak népszerűsítésére, elősegítve a személyes kontaktusok csökkentését játékosai számára. Emellett több új, innovatív termékkel bővítette portfólióját, így az e-sport fogadás és az e-sorsjegy bevezetése a Szerencsejáték Zrt. kínálatába egy koronavírushoz hasonló, váratlan helyzetben azonnal legális, vonzó és modern alternatívát kínál a hazai fogadók számára.

## Sorsolási műsorok
Szerencse Szombat
A Szerencse Szombat 50 perces műsor, melynek keretében hétről hétre kisorsolják a Luxor, a Joker és az Ötöslottó nyerőszámait. A sorsolásokat sztárvendégek produkciói, élőzene és tánckar színesíti. Minden játék végén a Nyerteskeresőből a nézők megtudhatják, a játékon volt-e telitalálat(Luxor esetén mindig van) és milyen más nyeremények születtek. A Szerencse Szombat műsorvezetői: Mák Kata, Harsányi Levente, Tótfalusi Fanni és Freddie.
Hatoslottó-sorsolás
A Hatoslottó élő sorsolása 2019. december 29-ig vasárnaponként volt látható az RTL Klubon, 16 órától, 2020. január 5-től vasárnaponként 16 órai kezdettel a Duna Televízió sugározza élő adásban. A műsorvezetők: Király-Virág Anita, Pártos Viktor, Papp Lili, és Maloveczky Miklós.
Kenó-sorsolás
A Kenó játék sorsolását minden nap, este 22:00 és 00:10 között felvételről látható a Duna Televízión. A sorsolás ismétlésére a sorsolást követő nap 6:40-kor kerül sor. Műsorvezetők: Zsíros Anna, Pártos Viktor, Papp Lili és Maloveczky Miklós. Korábban a TV2 sugározta.
Skandináv lottó-sorsolás
A Skandináv lottó élő sorsolására szerda esténként 20:45-től a Duna Televízióban kerül sor. Korábban a TV2 sugározta. Műsorvezetők: Zsíros Anna, Pártos Viktor, Papp Lili és Maloveczky Miklós.
SzerencsePerc
2019. július 6-tól a Szerencse Híradó megújult formában, új tartalommal és új műsorsávban debütált a képernyőkön, immáron Szerencseperc címmel.
A több mint 10 éve futó, 10 perces Szerencse Híradó adásokat korábban csütörtökönként a Duna csatornán 16:50-től láthatták a nézők(valamikor pénteken volt adás egy csütörtökre eső ünnep miatt). A megújult formátum ezentúl a Duna és az M4 Sport csatornán párhuzamosan, heti 2x6 alkalommal, egyperces blokkokban követhető nyomon. A műsorban a Szerencsejáték Zrt. termékeihez, szolgáltatásaihoz kapcsolódó eseményeket, a hazai szerencsejátékok történetét, érdekességeit, valamint a társaság felelős játékszervezési, prevenciós aktivitásait, társadalmi felelősségvállalási programjait és a hazai sport támogatójaként végzett tevékenységeit ismertetik meg a nézőkkel. Az adások a SzerencseSzombat című műsor előtt közvetlenül is láthatóak.
A sorsolási és a SzerencsePerc műsorral kapcsolatos további részletek a Szerencsejáték Zrt. Youtube-csatornáján: https://www.youtube.com/user/SzerencsejatekZrtHU.

## Szervezeti együttműködések, tagságok

### Elismerések
2004:
- A Szerencsejáték Zrt. által forgalmazott Ötöslottó, Hatoslottó és Totó Superbrands díjban részesült.

2005:
- A Szerencsejáték Zrt. által forgalmazott Ötöslottó, Hatoslottó, Skandináv lottó és Totó Superbrands díjban részesült.

2007:
- A Szerencsejáték Zrt. az ENSZ Nemzetközi Munkaügyi Szervezete által kiadott "A befogadó és sokszínű munkahely best practice vállalati nagykövete" elismerő oklevelében részesült.
- A Szerencsejáték Zrt. által forgalmazott Ötöslottó, Hatoslottó, Skandináv lottó és Totó Superbrands díjban részesült.

2010:
- Superbrands díj: Ötöslottó, Hatoslottó
- „Fogyatékosság-barát munkahely” elismerés 1. alkalommal
- Európai Lottótársaságok Szövetségének felelős játékszervezési tanúsítványa
- A Social label – Társadalmilag felelős vállalkozás – minősítés, ezüst fokozat

2011:
- A társaság WLA (World Lottery Association) felelős játékszervezői minősítést szerzett.

2012:
- „Fogyatékosság-barát munkahely” elismerés 2. alkalommal
- „Társadalmilag felelős munkáltató” minősítés: ezüst fokozat – Social Label
- ISO27001 és WLA SCS Információbiztonság Irányítási Rendszer tanúsítvány

2013:
- A Szerencsejáték Zrt. lett Magyarország legjobb munkahelye (Aon Hewitt nagyvállalati kategóriában)
- Európai Lottótársaságok Szövetségének felelős játékszervezési tanúsítványa
- WLA (World Lottery Association) felelős játékszervezői minősítés
- Magyar Adományozói Fórum Társadalmi befektetések különdíja a „Játék határokkal” modellprogram működtetéséért
- ISO27001 és WLA SCS Információbiztonság Irányítási Rendszer tanúsítvány

2014:
- ISO27001 és WLA SCS Információbiztonság Irányítási Rendszer tanúsítvány
- WLA (World Lottery Association) felelős játékszervezői minősítés

2015:
- „Társadalmilag felelős munkáltató” minősítés: arany fokozat – Social Label
- „Fogyatékosság-barát Munkahely” elismerés 3. alkalommal
- Transparency International Magyarország vállalati rangsorában az általános közzétételi lista-index: 1. helyezést; törvénytisztelet-index: 3. helyezést; a két indexet összesítő rangsorban: 1. helyezést szerzett.
- ISO27001 és WLA SCS Információbiztonság Irányítási Rendszer tanúsítvány

2016:
- Legvonzóbb tisztán magyar tulajdonú vállalat – Randstad Award
- Harmadik alkalommal Európai Lottótársaságok Szövetségének felelős játékszervezési minősítése
- WLA (World Lottery Association) felelős játékszervezői minősítés
- ISO27001 és WLA SCS Információbiztonság Irányítási Rendszer tanúsítvány
- „Fogyatékosság-barát munkahely” elismerés 4. alkalommal és különdíj a fogyatékossággal élő ügyfelek kiszolgálása területén végzett munkáért

2017:
- ISO27001 és WLA SCS Információbiztonság Irányítási Rendszer tanúsítvány
- Bisnode "AAA" tanúsítvány: pénzügyileg kiemelkedően stabil és megbízható vállalat

2018:
- A Szerencsejáték Zrt. második alkalommal lett Magyarország legjobb munkahelye (Aon Hewitt nagyvállalati kategóriában)
- Családbarát munkahely
- „Fogyatékosság-barát Munkahely" elismerés (Arany fokozat) 5. alkalommal és Példakép díj fogyatékossággal élő kolléga számára
- ISO27001 és WLA SCS Információbiztonság Irányítási Rendszer tanúsítvány
- MEFS Elek Ilona Emlékérem (elismerés a hazai egyetemi sport támogatásáért)

2019:
- Randstad Award: Legvonzóbb munkaadó a szolgáltatás szektorban
- A Szerencsejáték Zrt. negyedszerre is elnyerte a European Lotteries (EL) felelős játékszervezési tanúsítványát.
- ISO27001 és WLA SCS Információbiztonság Irányítási Rendszer tanúsítvány
- WLA Responsible Gaming Framework (felelős játékszervezés)
- Bisnode „AAA" tanúsítvány „ezüst fokozat"
- CSR Hungary díj
- A legjobb integrált sportmarketing-együttműködés, Bronz minősítés
- A legjobb sportesemény-szponzoráció, Ezüst minősítés

2020:
- Randstad Award: Legvonzóbb munkaadó a szolgáltatás szektorban[55]
- Bisnode "AAA" tanúsítvány "Platinum Excellence" fokozat[56]
- Eventex "Ügyfél elköteleződést segítő rendezvény" kategóriában Aranyérem, „Márkaélmény, szabadidő" kategóriában Bronzérem a 2019-es Szuperkoncert szervezéséért[57]
- UNICEO Live Communication díj a „Vállalati stratégiát támogató legjobb élő kommunikációs rendezvény" kategóriában a 2019-es Szuperkoncert szervezéséért[58]
- Marcom Awards – Több mint szerencse (Tippmix kampány 2019) – Négyszeres Platinum elismerés („Nyomtatott média”, „Reklámkampány és óriásplakát”, „Stratégiai kommunikáció”, illetve „Videó/audió”  kategóriákban)[59]

2021:
- Kincentric Legjobb Munkahely díj – 1000 főnél többet foglalkoztató nagyvállalati kategória[60]
- Muse Awards – Az Ötöslottó image filmmel kétszeres Platinum, míg Nagykarácsony kampánnyal kapcsolatban beadott esettanulmány "A játék összeköt" befogadó játszótér-építési program Arany díjban részesült.[61]
- EZÜST HIPNÓZIS-díj – Ötöslottó imagefilm – "FILM – Televízióban vagy moziban sugárzott reklámfilmek" kategóriában[62]
- Bisnode "AAA" tanúsítvány "Platinum Excellence" fokozat
- Év honlapja – Márkasite kategória különdíj (tippmixpro.hu)[63]
- IPRA Golden World Awards – Consumer PR for an existing service (Digital Lottery)[64]

2022:
- Randstad Award: Legvonzóbb munkaadó a szolgáltatás szektorban
- Bisnode „AAA" tanúsítvány "Platinum Excellence" fokozat
- Európai Lottótársaságok Szövetségének felelős játékszervezési tanúsítványa – Aranyoklevél
- PREXA 2022 Ezüst díj – "Tarts velünk egy akadálymentes jövőért!" platform (Társadalmi ügyek, Közérdekű ügyek kezelése kategória)
- Kreatív Magazin CMA (Content+Marketing Award) Ezüst díj – Mester2es, exkluzív infotainment műsor (Márkacéllal született online videók és klipek kategória)
- Kreatív Magazin INFLU (Véleményvezér) Bronz minősítés – Digitális kosáreső (Videós együttműködések kategória)
- Kreatív Magazin APEX PR Toplista 7. hely (TOP 10 megbízói kategória)
- MUSE Awards Platina díj – "Játék összeköt" Program (Társadalmi felelősségvállalás kategória)
- MUSE Awards Platina díj – EURO 2020 kampány (Televíziós reklámok kategória)
- MUSE Awards 2x Platina díj – EURO 2020 image film (Sportvideó kategória)
- MUSE Awards Arany díj – EURO 2020 órásplakát (Kültéri óriásplakátok kategória)
- MUSE Awards 2x Platina díj – "Tarts velünk egy akadálymentes jövőért!" kampány (Társadalmi felelősségvállalás kategória, Stratégiai program kategória)
- Év e-sportolója díjátadó gála Különdíj – "A magyar e-sport társadalmi elfogadásáért tett munkássága" kategória
- UNICEO Különdíj – Sportmarketing Nap (Best online B2B/B2C Event kategória)
- Sabre EMEA Awards „Consumer Products” kategória – shortlist
- Prizma „CSR-megoldások” kategória – shortlist
- IPRA GWA „Corporate Responsibility” kategória – shortlist

2023:
- Hermes Award – 3 Platinum-díj (Eurojackpot – Make Your Wildest Dreams Come True) – Strategic Campaigns | Marketing | 302c.Integrated Marketing Campaign; Strategic Campaigns | Marketing | 300c. Advertising Campaign; Strategic Campaigns | Marketing | 317c. Other | Product relaunch
- OFA (Országos Foglalkoztatási Alap) Felelős Foglalkoztató Pályázat – Felelős Foglalkoztató ARANY minősítési fokozat
- Doing Good CSR Award Esélyegyenlőség, felelősségvállalás, adományozás, hátrányos helyzetű csoportok segítése – Special Mention díj
- Kreatív Magazin APEX PR Toplista 9. hely (TOP 10 megbízói kategória)

### Tanúsítványok
A társaság a nemzetközi standardok figyelembevételével folyamatosan fejleszti üzleti folyamatait, ennek köszönhetően 2012-ben megszerezte az ISO 27001 Információbiztonsági Irányítási Rendszer valamint a WLA SCS – mint a Világ Lottózói Szervezetének Biztonsági Szabványa – kifejezetten szerencsejáték specifikus szabvány szerinti megfelelőségi tanúsításokat.
Évenkénti felülvizsgálati, illetve háromévente megújító auditok biztosítják, hogy a társaság megfelel a lottótársaságok nemzetközi szövetségei (The European Lotteries, World Lotteries Association) által koordinált normatíváknak, szakmai és a nemzetközi elvárásoknak megfelelően fenntartja és fejleszti a szerencsejáték szervezés információbiztonságát. Továbbá, a megszerzett minősítések biztosítják a nemzeti lottótársaság nemzetközi szerepvállalását, így az Eurojackpot játékban való részvételt és értékesítést egyaránt.
A fentiek mellett a Szerencsejáték Zrt. immár harmadik éve rendelkezik a Bisnode nemzetközi cégminősítő által kibocsátott „AAA” tanúsítvánnyal, mely alapján a vállalat pénzügyileg kiemelkedően stabil és megbízható vállalkozásnak tekinthető.